# Brzozowo (powiat bydgoski)
Brzozowo (także Leśnictwo Brzozowo) (niem. Birkenthal) – osada leśna w Polsce położona w województwie kujawsko-pomorskim, w powiecie bydgoskim, w gminie Koronowo.
W latach 1975–1998 miejscowość należała administracyjnie do województwa bydgoskiego.

## Demografia
Według danych Urzędu Gminy Koronowo (XII 2015 r.) osada liczyła 6 mieszkańców.